# Springboro, Ohio
Springboro är en stad i Montgomery County, och Warren County, i Ohio. Vid 2020 års folkräkning hade Springboro 19 062 invånare.